# Ceraphron hemipterus
Ceraphron hemipterus är en stekelart som först beskrevs av Nees von Esenbeck 1834.  Ceraphron hemipterus ingår i släktet Ceraphron och familjen pysslingsteklar. Inga underarter finns listade i Catalogue of Life.